# Чёрная, Анастасия Павловна
Анастасия Павловна Чёрная (урожд. Новикова; род. 20 марта 1987 года) — российская волейболистка, мастер спорта.

## Спортивная биография
Воспитанница московской СДЮСШОР-65 «Ника» и тренера Вячеслава Геннадьевича Лукашкина. В сезоне-2008/09 выступала в составе «Динамо»-РГСУ ШВСМ — фарм-команды московского «Динамо».
С 2009 года играла на Кипре в составе «Анортосиса» из Фамагусты, за который под руководством Юлии Салцевич также выступали россиянки Наталья Думчева и Мадина Ахметова. В сезоне-2009/10 стала чемпионкой и обладательницей Кубка Кипра, а в следующем — серебряным призёром национального чемпионата. Сезон-2011/12 провела во Вьетнаме в составе «Вьетсовпетро» (Вунгтау).
С 2012 года Анастасия Чёрная играла за «Ленинградку» как на привычной позиции доигровщицы, так и в амплуа центральной блокирующей. В сезоне-2014/15 выступала за челябинский «Автодор-Метар», заняв по итогам регулярного чемпионата восьмое место в списке самых результативных игроков и третье по количеству эйсов.
В июне 2015 года выступала за вторую сборную России на Европейских играх в Баку, а в июле того же года в составе студенческой сборной стала чемпионкой летней Универсиады в Кванджу.